# Abbaye Sainte-Croix de Guingamp
L'abbaye Saint-Croix de Guingamp, dans l'actuelle commune de Guingamp (Côtes-d'Armor) est une fondation pour les chanoines réguliers de saint Augustin en Bretagne, établie en 1134 par le comte Étienne de Penthièvre pour des chanoines issus de l'abbaye Saint-Victor de Paris.

## Historique
L'abbaye est fondée par le comte Étienne Ier de Penthièvre et son épouse Havoise de Blois, dite de Guingamp. Le premier abbé est Jean de la Grille, futur évêque de Saint-Malo. Son successeur nommé Moyse est chassé par le fils du fondateur, le jeune Henri qui le remplace par sa maitresse qu'il promeut « abbesse » d'un « groupe de prostituées » ! 
Jean de la Grille qui était à Rome afin de plaider la cause de son évêché contre les moines de Marmoutier, obtient une sévère lettre d'admonestation du  pape Eugène III, qu'il porte lui-même à Henri. Ce dernier se repent, marie sa concubine, rappelle Moyse et ses chanoines. À partir de 1151 avec son épouse  Mahaut de Vendôme, il comble l'abbaye de libéralités. Avant de mourir âgé de près de 90 ans, il écrit encore une lettre de confession au pape Alexandre III afin d'obtenir de nouveau le pardon de « sa folie ». Les donations des fondateurs sont confirmées par le pape et l'un de ses successeurs Célestin III.
L'abbé Jean Hamon (1437-1452) reconstruit partiellement les bâtiments du XIIe siècle  avec l'appui du comte Pierre de Guingamp. De nouveaux travaux sont effectués par l'abbé Jean de Kernavanay (1514-1536). Lors des combats de la Ligue en Bretagne,Sainte-Croix est le seul monastère de Guingamp à échapper au pillage des troupes royales. Entre 1592 et 1639 sous l'abbatiat de Pierre Cornulier, évêque de Tréguier puis de Rennes, les chanoines sont remplacés par six prêtres dont un à le rang de prieur. Au XVIIIe siècle, un prieur est accusé par trois des chapelains de ne plus célébrer l'office canonial bien qu'il continue à recevoir sa prébende. Les bâtiments menacent ruine et l'évêque de Tréguier fait transférer en 1748 le Saint-Sacrement dans la chapelle de Rochefort. Lors de la réfection faite vers 1750, on ne réussit à sauver de l'édifice initial que la croisée du transept et le chevet polygonal. Lors de la Révolution l'abbaye et les locaux abbatiaux sont vendus comme biens nationaux et disparaissent petit à petit.
Certains éléments de l'abbaye (Le manoir abbatial et les restes de l'église) sont inscrits au titre des monuments historiques en 1926.

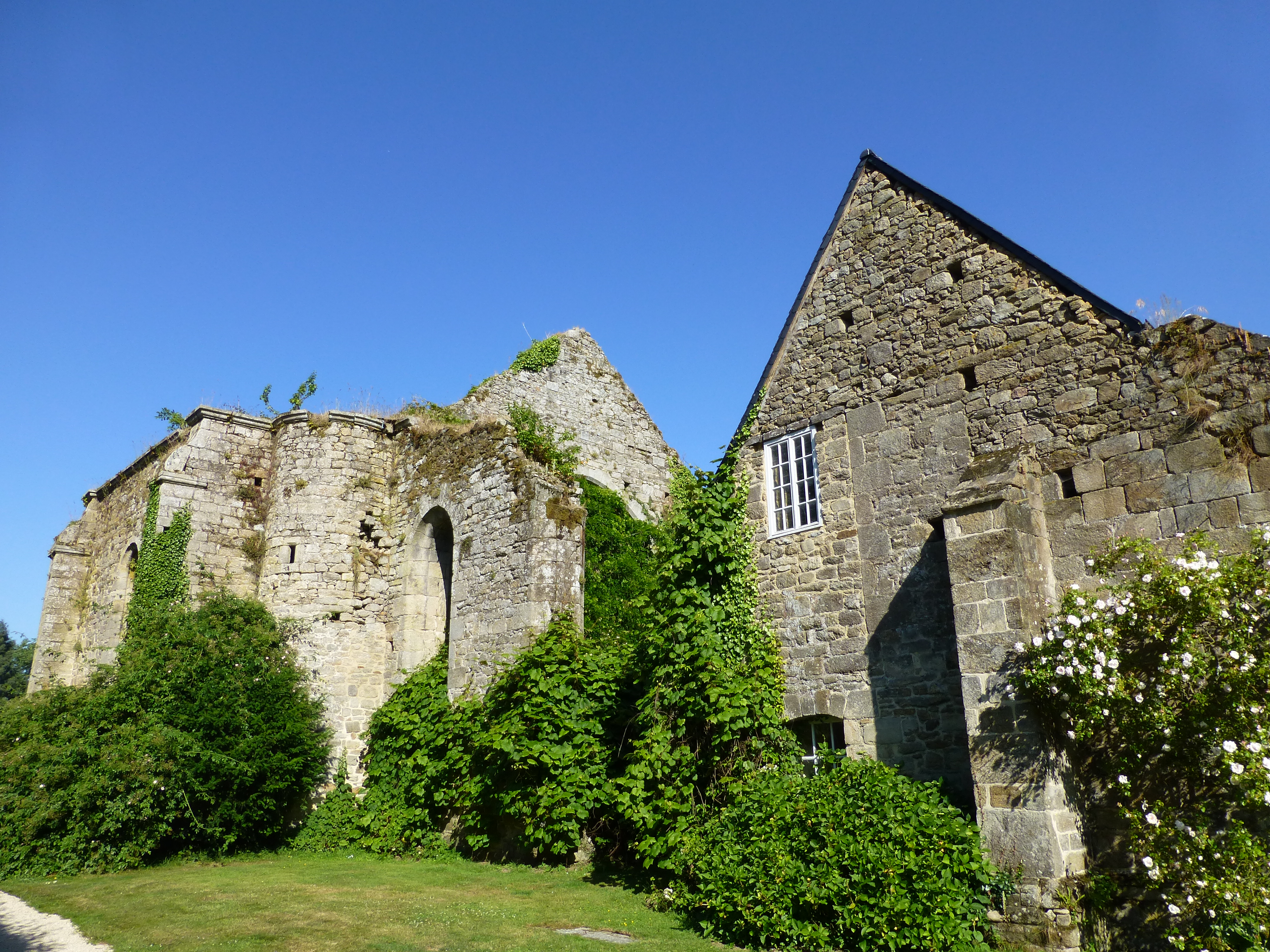
Ruines de l'abbatiale.
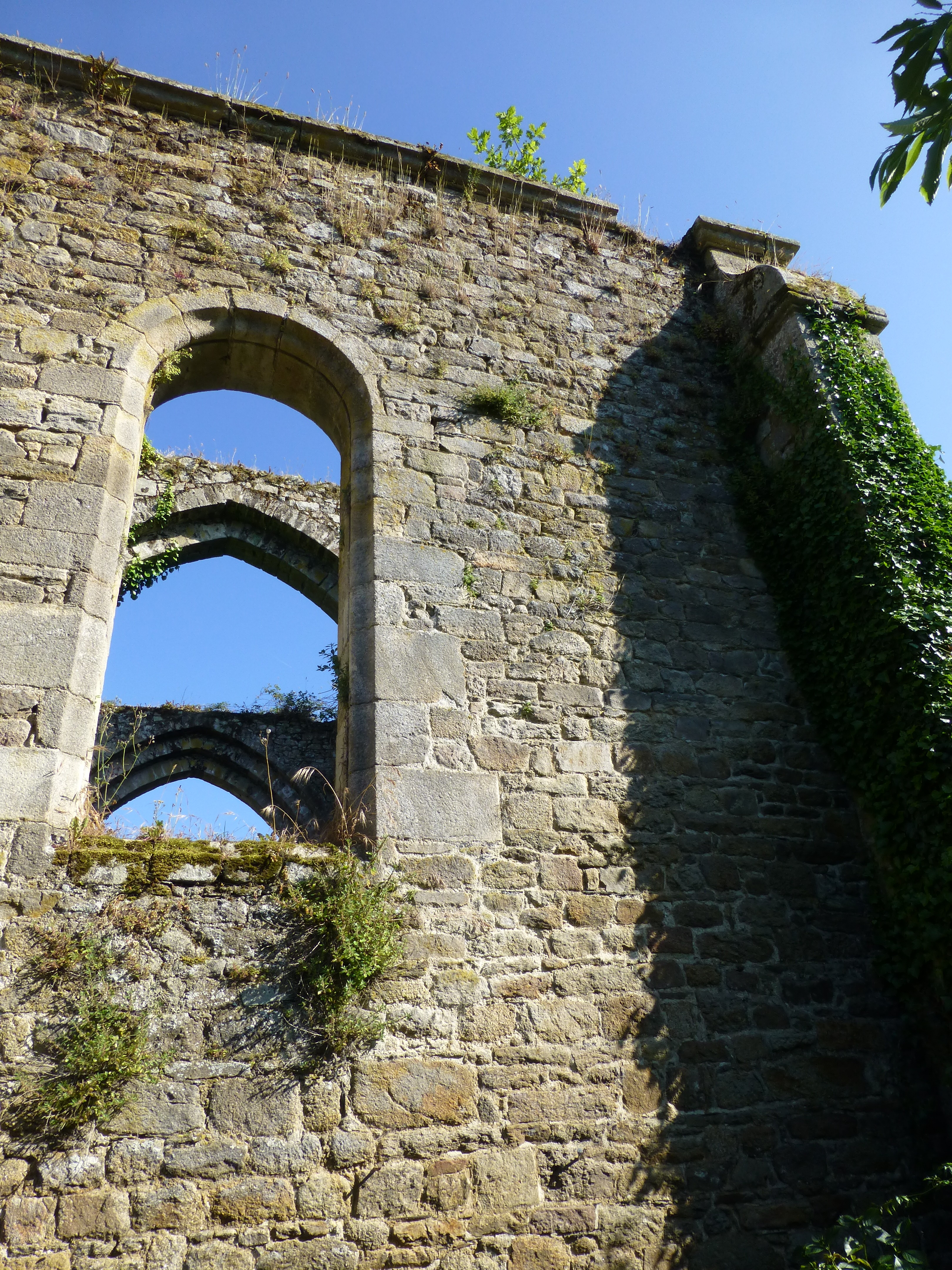
Transept.
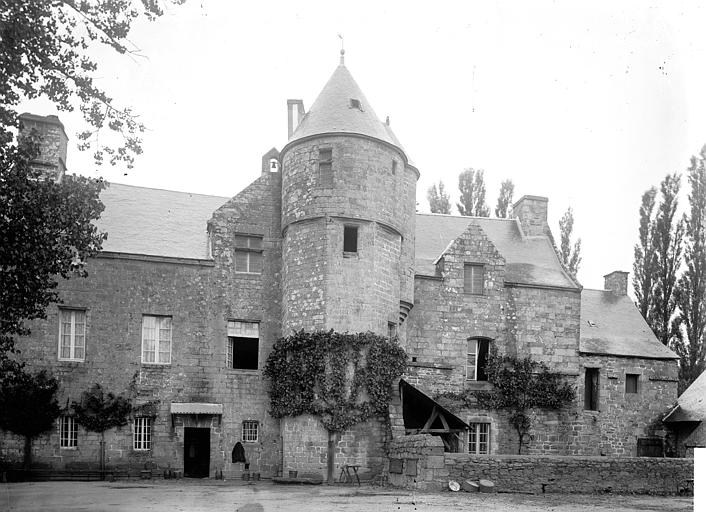
Logis abbatial.

## Description
Des bâtiments de l'abbaye subsistent aujourd'hui : 
- les ruines de l'abbatiale, essentiellement datées de 1748 à 1750 : chevet polygonal et transept[2]. Le carré du transept est le dernier vestige de l'édifice antérieur, de la fin du XIIe siècle ou du XIIIe siècle[3]. Ses quatre arcades brisées à triple rouleau retombent sur des colonnes à chapiteaux sculptés de feuilles d'eau et de crochets[4].
- le logis abbatial (XVIe siècle), remanié, avec sa tourelle d'escalier hexagonale à couronnement circulaire.
- l'arcade de l'entrée des piétons du portail de l'abbaye, du XVIIIe siècle[4], surmontée d'une plaque de pierre où est gravée la sauvegarde donnée à l'abbaye par Louis XIII en 1636.

## Source
- Simone Toulet, « Sainte Croix de Guingamp » dans Les Abbayes Bretonnes , ouvrage collectif, Biennale des Abbayes Bretonnes Le Sarment Fayard  (ISBN 9782213013138) p. 309-319